# Водолазский, Евгений Филиппович
Евгений Филиппович Водолазский — советский хозяйственный и государственный деятель, лауреат Государственной премии СССР за выдающиеся достижения в труде.

## Биография
Родился в 1931 году в поселке Круглый. Член КПСС.
В 1945—1949 годах — прицепщик, колхозник колхоза в Алтайском крае.
В 1949—1953 годах — военнослужащий Советской армии в Узбекской ССР.
В 1953—1961 годах — машинист экскаватора управления строительства «Сурханводстрой».
В 1961—1991 годах — бульдозерист-машинист, бригадир бульдозеристов Аламединской передвижной механизированной колонны треста «Севводстрой» управления строительства «Главкиргизводстрой».
За получение высоких и устойчивых урожаев зерновых культур на основе эффективного использования достижений науки, передовой практики и новых форм организации труда был в составе коллектива удостоен Государственной премии СССР за выдающиеся достижения в труде 1981 года.
Жил в Аламединском районе.

## Награды
- Орден Ленина
- Орден Трудового Красного Знамени